# Десантные катера проекта 02510
Скоростные транспортно-десантные катера проекта 02510 «БК-16» — серия российских высокоскоростных транспортно-десантных катеров, построенных по заказу ВМФ России. Они предназначены для отрядов специального назначения при проведении операций на реках или в прибрежной морской зоне.

## Назначение
Основное назначение транспортно-десантных катеров БК-16 проекта 02510:
- переброска и высадка десанта;
- огневая поддержка десанта;
- противодиверсионные операции;
- борьба с пиратством и терроризмом;
- перевозка лёгких грузов;
- участие в спасательных операциях.

## История
Скоростные транспортно-десантные катера проекта 02510 «БК-16» разработан в компании «Еврояхтинг» (принадлежит Рыбинской верфи) при участии в рабочем проекте компании «Си Тех». Оснащены двумя итальянскими рядными 6-цилиндровыми двигателями 6-4V-10 Seatek и двумя итальянскими водомётными движителями Turbodrive 400 H.C. Castoldi.
Катера проекта 02510 «БК-16», как и катера проекта 03160 «Раптор», построены на основе проекта малого боевого катера CombatBoat 90 разработки шведской компании Dockstavarvet. Катера являются конкурентами друг другу. Но по утверждению проектировщиков — данный проект является самостоятельным. Серийное строительство развернуто на судостроительном заводе «Рыбинская верфь» (входит в АО «Концерн „Калашников“»).
В ноябре 2014 года катер БК-16 был доставлен в Севастополь для прохождения испытаний. Ожидается, что по завершении испытаний, катер продолжит службу в составе подразделения специального назначения. По состоянию на июнь 2015 года, катер завершал испытания в составе Черноморского флота ВМФ России.
В июне 2015 года, после 9-месячного строительства был спущен на воду второй катер проекта БК-16. Сообщается, что заводские испытания будут проходить около двух недель.
Впервые катер БК-16 был продемонстрирован на открытой экспозиции «Армия-2015» прошедшей с 16 по 19 июня 2015 года в Кубинке. Далее катер был представлен концерном «Калашников» (входит в госкорпорацию «Ростех») на седьмом Международном военно-морском салоне (МВМС-2015) в Санкт-Петербурге с 1 по 5 июля 2015 года, в ходе которого вице-премьер Дмитрий Рогозин осмотрел катер.По завершении цикла испытаний и демонстрации, головной катер БК-16 проекта 02510 приказом главнокомандующего ВМФ России был принят в состав российского ВМФ с бортовым номером 296.
5 марта 2019 года пресс-служба Южного округа Войск национальной гвардии Российской Федерации (Росгвардии) сообщила, что из Севастополя в Керчь совершили переход два высокоскоростных транспортно-десантных катера БК-16, таким образом Росгвардия получила первые два катера этого проекта c бортовыми номерами 490 и 491. Эти катера построены на судостроительном заводе АО «Рыбинская верфь» в Ярославской области (компания входит в группу компаний «Концерн „Калашников“»).
23 октября 2019 года на Рыбинской верфи состоялась церемония спуска на воду двух новых катеров БК-16 для Росгвардии. Закладка катеров прошла в январе и марте 2019 года, эти два катера c бортовыми номерами 492 и 493 приняты в состав Росгвардии в 2020 году.
24 ноября 2020 года в городе Приморск (Калининградская область) состоялась церемония подъёма флага и передача ВМФ России 15-го из серии катера БК-16 проекта 02510 c бортовым номером 790, первого для Балтийского флота.
1 июня 2021 года в городе Североморск состоялась церемония подъёма флага и передача Северному флоту десантного катера БК-16 проекта 02510 с бортовым номером 321.
15 июля 2021 года в городе Приморск (Калининградская область) состоялась церемония подъёма флага и передача Балтийскому флоту 2-х десантных катеров БК-16 проекта 02510 с бортовыми номерами 793 и 796.
В марте 2022 года во время вторжения России в Украину катера такого типа применялись в порту Бердянска.

### Модификации
Катера могут выполнены в следующих модификациях:
- скоростной десантный катер;
- командный пункт с 9-ю рабочими местами;
- медицинский катер с реанимационными модулями;
- пожарный;
- водолазный.

## Габариты катера
Основные размерения:
- водоизмещение: 19,5 т (полное);
- длина: 16,78 м (наибольшая);
- ширина: 3,96 м (наибольшая);
- высота: 4,15 м (над водой со сложенной мачтой);
- осадка: 0,83 м (средняя).

## Вооружение
Боевой комплекс катера является дистанционно-управляемым боевым модулем разработки концерна «Калашников». Модуль имеет бронезащиту от пуль типа Б-32 калибра 7,62 мм и гиростабилизирован по двум осям, что повышает точность стрельбы во время качки. Сопровождение подвижной цели происходит автоматически, в системе сопровождения цели есть функция памяти, рассчитанная на 10 неподвижных целей. На катерах может использоваться разное сочетание взаимозаменяемого вооружения. В состав штатного вооружения входят:
- один 12,7-мм пулемёт или один 40-мм автоматический гранатомёт на вертлюжной установке;
- четыре 7,62-мм пулемёта, по два на борт;
- четыре морские мины или пусковая установка ПТУР.

Также катера оснащаются лёгкими беспилотными летательными аппаратами (разведчиками) ZALA 421-16ЕМ которые могут передавать видео в режиме реального времени на расстоянии до 25 километров и в тёмное время суток.

## Представители проекта
| №  | Название                  | Изготовитель    | Зав. № | Дата закладки | Спуск на воду | Ввод в строй | Флот               | Состояние           |
| -- | ------------------------- | --------------- | ------ | ------------- | ------------- | ------------ | ------------------ | ------------------- |
| 1  | Д-296 «Владислав Дорохин» | Рыбинская верфь | 01     | 2014          | 11.2014       | 19.06.2015   | ЧФ                 | в строю             |
| 2  | Д-???                     | Рыбинская верфь | 02     | 09.2014       | 03.06.2015    | 10.2015      | ЧФ                 | в строю             |
| 3  | Д-???                     | Рыбинская верфь | 03     | 06.2015       | 04.2016       | 06.07.2016   | ЧФ                 | в строю             |
| 4  | Д-???                     | Рыбинская верфь | 04     | 07.2016       | 2017          | 09.2017      | ЧФ                 | в строю             |
| 5  | Д-308                     | Рыбинская верфь | 05     | 2017          | 2017          | 24.02.2018   | СФ                 | в строю             |
| 6  | Д-2110                    | Рыбинская верфь | 06     | 2017          | 2017          | 24.02.2018   | СФ                 | в строю             |
| 7  | Д-???                     | Рыбинская верфь | 07     | 2017          | 2018          | 2018         | СФ                 | в строю             |
| 8  | Д-309                     | Рыбинская верфь | 08     | 11.2017       | 04.2018       | 07.2018      | ЧФ                 | в строю             |
| 9  | ТДК № 490                 | Рыбинская верфь | 11     | 12.03.2018    | 2019          | 05.03.2019   | Росгвардия (Керчь) | в строю             |
| 10 | ТДК № 491                 | Рыбинская верфь | 12     | 04.2018       | 2019          | 05.03.2019   | Росгвардия (Керчь) | в строю             |
| 11 | ТДК № 492                 | Рыбинская верфь | 13     | 01.2019       | 23.10.2019    | 2020         | Росгвардия (Керчь) | в строю             |
| 12 | ТДК № 493                 | Рыбинская верфь | 14     | 03.2019       | 23.10.2019    | 2020         | Росгвардия (Керчь) | в строю             |
| 13 | Д-790                     | Рыбинская верфь |        | 2019          | 2020          | 24.11.2020   | БФ                 | в строю             |
| 14 | Д-321                     | Рыбинская верфь |        | 2020          | 2021          | 01.06.2021   | СФ                 | в строю             |
| 15 | Д-793                     | Рыбинская верфь |        | 2020          | 2021          | 15.06.2021   | БФ                 | в строю             |
| 16 | Д-796                     | Рыбинская верфь |        | 2020          | 2021          | 15.06.2021   | БФ                 | в строю             |
| 17 | Д-315                     | Рыбинская верфь |        | 2019          | 2020          | 27.12.2020   | БФ                 | в строю             |
| 18 | Д-310                     | Рыбинская верфь |        | 2020          | 2021          | 2021         | ЧФ                 | Потоплен 02.05.2022 |
| 19 | Д-311                     | Рыбинская верфь |        | 2020          | 2021          | 2021         | ЧФ                 | в строю             |

Цвета таблицы:

 Белый  — строится, не достроен или утилизирован не спущенным на воду;

 Зелёный  — действующий в составе ВМФ;

 Жёлтый  — действующий в составе иностранных ВМС или как гражданское судно;

 Синий  — находится в ремонте или на модернизации;

 Красный  — списан, утилизирован или потерян;

 Серый  — находится на хранении.